# 高村竜馬
高村 竜馬（たかむら りょうま、2000年11月15日 - ）は、日本の俳優。株式会社バウムアンドクーヘン所属。

## 出演作品

### 映画
- 桃まつり presents 真夜中の宴「功夫哀歌/カンフーエレジー」（2008年）
- 三十九枚の年賀状（2009年） - 民男 役
- ウルトラマンサーガ（2012年） - タケル 役
- おおかみこどもの雨と雪（2012年） - 声の出演：友達 役
- 悪夢ちゃん The 夢ovie（2014年） - 赤根祐輔 役

### テレビドラマ
- 恋が生まれるドラマスペシャル Boy meets Cargirl 年上の彼女（2008年） - 桜田正太 役
- トイレの神様（2009年）
- 任侠ヘルパー スペシャル（2011年） - 少年 役
- トライ・エイジ（2011年） - 太郎 役
- 梅ちゃん先生 第91話「ふたつの道」（2012年）
- 悪夢ちゃん（2012年） - 赤根祐輔 役
  - 悪夢ちゃん スペシャル（2014年）
- ぼんくら（2014年） - おでこ（三太郎） 役
- ぼんくら2（2015年） - おでこ（三太郎） 役
- 先に生まれただけの僕（2017年） - 成瀬宏樹 役
- 嗤う淑女 第5話（2024年8月24日、東海テレビ・フジテレビ系） - 芸能プロダクション社員 役[1]

### バラエティ
- ちちんぷいぷい（2012年）

### 舞台
- 無法松の一生（吉岡敏雄）

### CM
- 大阪ガス
- おけいはん はじまりは中ノ島
- 関西電力
- 日清食品・チキンラーメン
- ピックルスコーポレーション・「ご飯がススムシリーズ」
- マクドナルド・ハッピーセット

### ナレーション
- 謎の新ユニットSTA☆MENアワー 陸!海!空! ぼくらのなつやすみ 〜心の旅〜（2009年）
- 龍馬伝（2010年）